# Inca ala-rogenc
El inca ala-rogenc (Incaspiza pulchra) és un ocell de la família dels tràupid (Thraupidae).

## Hàbitat i distribució
Habita zones àrides amb matolls i cactus als Andes del centre del Perú.